# Daniel Immerwahr
Daniel Immerwahr (* 1980) ist ein amerikanischer Historiker. Sein Buch Thinking Small hat den Merle-Curti-Preis gewonnen.

## Leben
Daniel Immerwahr absolvierte ein Undergraduate-Studium an der Columbia University und ein zweites Undergraduate-Studium am King’s College in Cambridge, wo er ein Marshall-Stipendiat war, und promovierte an der University of California in Berkeley. Er ist außerordentlicher Professor für Geschichte an der Northwestern University. Im Jahrgang 2024/2025 ist Immerwahr Fellow am Radcliffe Institute der Harvard University.
Seine Arbeiten sind in unter anderem in The Atlantic, n+1, Slate, Jacobin, Dissent und den Blättern für deutsche und internationale Politik erschienen. Immerwahr ist der Urenkel einer Cousine von Clara Immerwahr, der ersten Frau von Fritz Haber.

## Werke
- Thinking Small: The United States and the Lure of Community Development. Harvard University Press, Cambridge (MA) 2015, ISBN 978-0-674-28994-9.
- How to Hide an Empire: A History of the Greater United States. Farrar, Straus and Giroux, New York (NY) 2019, ISBN 978-0-374-17214-5.[9][10]
- Das heimliche Imperium: Die USA als moderne Kolonialmacht. Frankfurt am Main: S. Fischer Verlag, 2019, ISBN 978-3-10-397235-1.